# 피노 뫼니에
피노 뫼니에(영어: Pinot Meunier 발음: [pi.no mø.nje])는 뫼니에 또는 슈바르츠링(독일어: [ˈʃvaʁt͡sˌʁiːslɪŋ] ( 듣기))으로도 알려져 있으며 레드 와인 생산에 사용되는 세 가지 주요 품종 중 하나로 가장 잘 알려진 다양한 레드 와인 포도다. 최근까지 샴페인을 만드는 조주사들은 피노 뫼니에를 인정하지 않았으며, 뫼니에보다 더 좋은 포도 사용을 선호했지만, 이제 피노 뫼니에는 샴페인에 기여하는 바디감과 풍부함에 대해 인정을 받고 있다. 피노 뫼니에는 샴페인 와인 지역에 재배되는 포도의 약 3분의 1에 해당한다. 피노의 키메라 돌연변이인데, 피노의 내부 세포층은 피노 누아르 또는 피노 그리스에 가까운 피노 유전자형으로 구성되어 있지만, 외부의 표피층은 돌연변이의 독특한 유전자형으로 구성되어 있다. 피노 뫼니에는 16세기에 처음 언급되었다.

## 포도 품종학
피노 뫼니에는 잎의 아랫면과 윗면에 밀가루를 뿌린 것처럼 뿌옇게 보이는 움푹 들어간 잎들이 특징으로 포도 품종학자들에 의해 식별될 수 있다. "Meunier"라는 이름은 프랑스어로 "Miller"라는 뜻에서 유래한 것으로, 영국에서 사용되는 "Dusty Miller", 프랑스에서 사용되는 "Farineaux", "Noirin Enfariné", 독일에서 사용되는 "Müller-Traube"와 같은 포도나무의 동의어들을 포함한다. 앞서 서술되어 있듯이 이 특징은 잎에 수많은 미세한 흰 털들이다. 그러나 피노 뫼니에의 일부 개체들은 털이 전혀 없는 것으로 밝혀졌는데, 사실은 키메라 돌연변이이다. 이는 포도 품종학자들이 뫼니에와 피노 누아르 사이의 연결고리를 더 밀접하게 그리도록 이끌었다.
호주 글렌오즈먼드 소재 CSIRO 식물산업협력연구센터의 폴 보스(Paul K. Boss)와 마크 R. 토머스(Mark R. Thomas)는 피노 뫼니에가 식물 성장 호르몬인 지베렐린(Gibrellic acid)에 반응하는 것을 막는 돌연변이(VvGAI1)를 가지고 있다는 것을 발견했다. 이로 인해 잎과 새싹의 흰 털이 다르게 자라며 성장이 약간 둔화되어 피노 뫼니에 식물이 피노 누아르보다 약간 작은 경향이 있던 이유를 알 수 있다. 돌연변이는 품종의 가장 바깥쪽 세포층인 L1 또는 '표피' 층에만 존재한다. 이는 피노 뫼니에가 하나의 생물체 안에 서로 다른 유전 형질을 가지는 동종의 조직이 함께 존재하는 현상인 키메라임을 의미한다. 따라서 조직 배양을 통해 돌연변이(L1)와 비 돌연변이(L2) 유전자형을 모두 포함하는 식물을 분리할 수 있으며, 정상적인 피노 누아르와 같은 유전자형과 압축된 중간 마디와 두껍게 군집된 잎을 가진 특이하게 보이는 L1 유전자형 덩굴을 만드는 것이 가능하다. 돌연변이체는 완전히 자란 덩굴손을 만들 수 없었으며, 지베렐린이 포도나무 꽃봉오리를 덩굴손으로 전환시키는 것으로 추정된다.